# Reacció Haller-Bauer
La reacció de Haller-Bauer es una reacció de química orgànica descoberta l'any 1908 pels químics Albin Haller (1849–1925) i E. Bauer. Es tracta de la transformació d'una cetona no enolitzable en un alcà i una amida.

## Exemple
El 1908 Haller i Bauer van descobrir que la benzofenona reacciona en presència primer d'amidur de sodi i després d'aigua per formar benzè i benzamida. 
Les observacions van dur a ambdós químics a portar a terme nous experiments, de manera que la reacció es pot generalitzar per a totes les cetones no enolitzables. Els substituents R¹, R², und R3 poden ser cadenes aríliques i/o alquíliques iguals o diferents. El substituent R sol ser un grup aromàtic i influeix en l'estabilitat de la molècula i el producte de la reacció. Si R¹, R² o R3 són grups electroatraients, el producte preferent és l'amida aromàtica.
Si els substituents són electrodonadors, el producte majoritari és la amida alifàtica i s'elimina un hidrocarbur aromàtic.
Els substrats quirals retenen la seva configuració durant la reacció, que és estereoespecífica.

## Mecanisme
El mecanisme no està descrit completament, però es pot explicar a partir de l'exemple de la raecció de la benzofenona 1 amb l'amidur de sodi. L'ió amidur ataca al carboni del carbonil i es forma un intermedi tetrahèdric 2. Seguidament s'elimina un anió fenil 3 i es forma la bezamida 4. Amb un tractament aquós es neutralitza l'anió fenil i es converteix en benzè 5, el producte secundari de la reacció.